# Сельское поселение «Посёлок Циммермановка»
Се́льское поселе́ние «Посёлок Циммермановка» — муниципальное образование в Ульчском районе Хабаровского края Российской Федерации.
Административный центр — посёлок Циммермановка.

## История
Статус и границы сельского поселения установлены Законом Хабаровского края от 28 июля 2004 года № 208 «О наделении посёлковых, сельских муниципальных образований статусом городского, сельского поселения и об установлении их границ».

## Население
| 2010  | 2011  | 2012  | 2013  | 2014  | 2015  | 2016  |
| ----- | ----- | ----- | ----- | ----- | ----- | ----- |
| 1504  | ↘1495 | ↘1413 | ↘1360 | ↘1302 | ↘1264 | ↘1219 |
| 2017  | 2018  | 2019  | 2020  | 2021  |       |       |
| ↘1203 | ↘1176 | ↘1141 | ↘1106 | ↗1314 |       |       |

## Состав сельского поселения
| № | Населённый пункт | Тип населённого пункта          | Население |
| - | ---------------- | ------------------------------- | --------- |
| 1 | Циммермановка    | посёлок, административный центр | ↗1314     |